# Remember Me (film 2010)
Remember Me è un film del 2010 diretto da Allen Coulter.
Film drammatico statunitense basato su una sceneggiatura scritta da Will Fetters.
I protagonisti sono Robert Pattinson, Emilie de Ravin e Pierce Brosnan. Il film è uscito nelle sale americane il 12 marzo 2010, mentre è stato distribuito in quelle italiane il 26 marzo dello stesso anno.

## Trama
New York, Tyler Keats Hawkins è un ragazzo di 21 anni che è rimasto profondamente sconvolto dal suicidio del fratello avvenuto alcuni anni prima, il giorno del suo ventiduesimo compleanno; questa tragedia ha anche sancito la fine del matrimonio dei suoi genitori, aumentando così il suo rancore nei confronti della vita. In occasione della ricorrenza della morte di Michael, tutta la famiglia va al cimitero per salutarlo; il ragazzo si era impiccato poco dopo aver iniziato a lavorare per il padre in uno studio di avvocati, perché con il solo lavoro di musicista non era in grado di mantenersi, ed era stato proprio Tyler a trovarlo, dopo che avevano fatto colazione insieme nel solito bar, in cui egli va ancora per scrivergli. Per il dolore comincia a comportarsi come un ribelle, facendo infuriare il ricco padre. Dopo una rissa avvenuta per strada, viene arrestato per resistenza a pubblico ufficiale. Portato in carcere, viene fatto uscire dal padre, che, per l'ennesima volta, lo accusa di avere un carattere troppo burrascoso. Un giorno, dopo una scommessa persa con il suo migliore amico, Tyler decide di conoscere Ally, la figlia ventunenne del poliziotto che lo aveva arrestato tempo prima. I due cominciano a parlare e Tyler viene a sapere che anche lei ha subìto una tragedia che l'ha segnata nel profondo quando era una bambina, dieci anni prima: ha infatti assistito all'omicidio della madre, avvenuto durante un tentativo di rapina da parte di due malintenzionati che le spararono al petto alla fermata della metropolitana, luogo dove non ha mai più messo piede. I due trovano conforto l'uno nell'altra e il loro sentimento si trasforma in una storia d'amore.
La relazione viene messa in crisi dal padre di lei, convinto che il ragazzo stia corteggiando la figlia soltanto per abbandonarla. Quando Tyler confessa alla ragazza che tutto era partito da una scommessa, i due si lasciano, ma l'amore rinasce grazie alla visita di Ally a casa di sua madre per confortare la piccola sorella, di undici anni, alla quale lui è molto legato, a seguito di uno scherzo che le compagne di classe le fanno ad una festa di compleanno. Tyler viene successivamente arrestato per aver arrecato danni all'istituto dove studia la piccola, presa in giro da una compagna di classe per via del taglio di capelli, e il padre lo invita nel suo ufficio per parlare con i suoi avvocati in modo da sistemare le cose con la scuola. Il giorno dopo Tyler si reca nell'ufficio del padre per poi scoprire che quella degli avvocati era una semplice scusa per passare un po' di tempo insieme. Scopre inoltre che il padre ha, come salvaschermo per il computer, le foto di quando Tyler, la sorellina ed il fratello maggiore erano piccoli, e capisce che in fondo gli vuole bene. Il tutto accade l'11 settembre 2001 e l'ufficio del padre di Tyler è situato nel World Trade Center.
Tyler rimane vittima degli attentati terroristici. Dopo la sua morte tutti i protagonisti vanno incontro ad un inevitabile cambiamento nelle loro vite: il padre di Tyler comincia a dedicare più attenzioni alla figlia, dopo il fallimento ottenuto con gli altri due, mentre Ally affronta le sue paure, ritornando nella metropolitana in cui anni prima avvenne il brutale omicidio di sua madre.

## Produzione
La produzione si è svolta interamente nella città di New York.

## Riconoscimenti
- 2010 – Razzie Awards[2]
  - Candidatura per il peggior attore a Robert Pattinson
- 2010 – Teen Choice Awards
  - Miglior attore di film drammatico a Robert Pattinson